# Trie-Château
Trie-Château je francouzská obec v departementu Oise v regionu Hauts-de-France. V roce 2011 zde žilo 1 503 obyvatel.

## Vývoj počtu obyvatel
Počet obyvatel 